# Jan Pesman (architect)
Jan Hendrik Pesman (Utrecht, 11 februari 1951) is een Nederlands architect.

## Leven en werk
Ir. Pesman werd in 1951 in de hoofdstad van de provincie Utrecht geboren als een zoon van ingenieur Klaas Pesman en Anneke Berkhey. Na de middelbare school studeerde hij een korte tijd bouwkunde aan de Hogere Technische School te Utrecht. Daarna studeerde Pesman bouwkunde aan de Technische Hogeschool van Delft. 
Hij begon zijn carrière als architect. Later werd hij tevens hoofddocent bouwkunde aan de hogeschool te Rotterdam. In 1973 richtte hij met de architecten Michiel Cohen en Rob Zee Architectenbureau Cepezed B.V. op. In 1982 startte hij onder andere met Thijs Asselbergs het magazine Items. Pesman is partner bij Architectenbureau Cepezed B.V. en is voorzitter van het KIVI NIRIA Bouw.
Pesman was onder meer lid van de vakjury’s van de Rotterdam-Maaskantprijs en de Nationale Staalprijs.

## Afbeeldingen

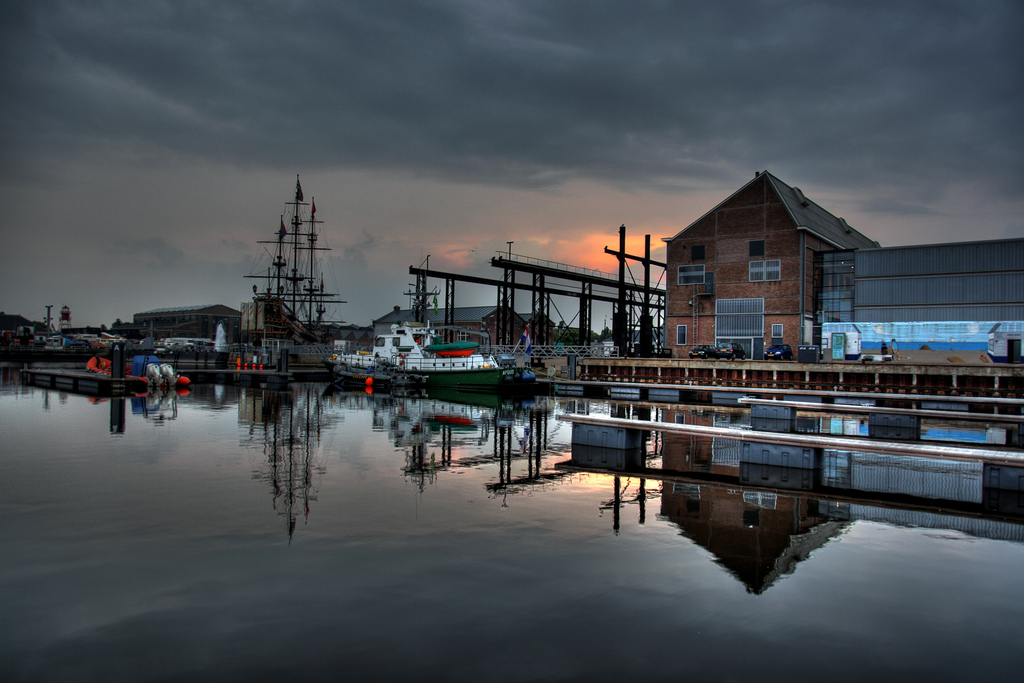
Gebouw 51, Rijkswerf Willemsoord, Den Helder, ontwerp 1938, gerenoveerd en uitgebreid door Jan Pesman, 2001-2003. (Foto: Jim van der Mee, 2010)
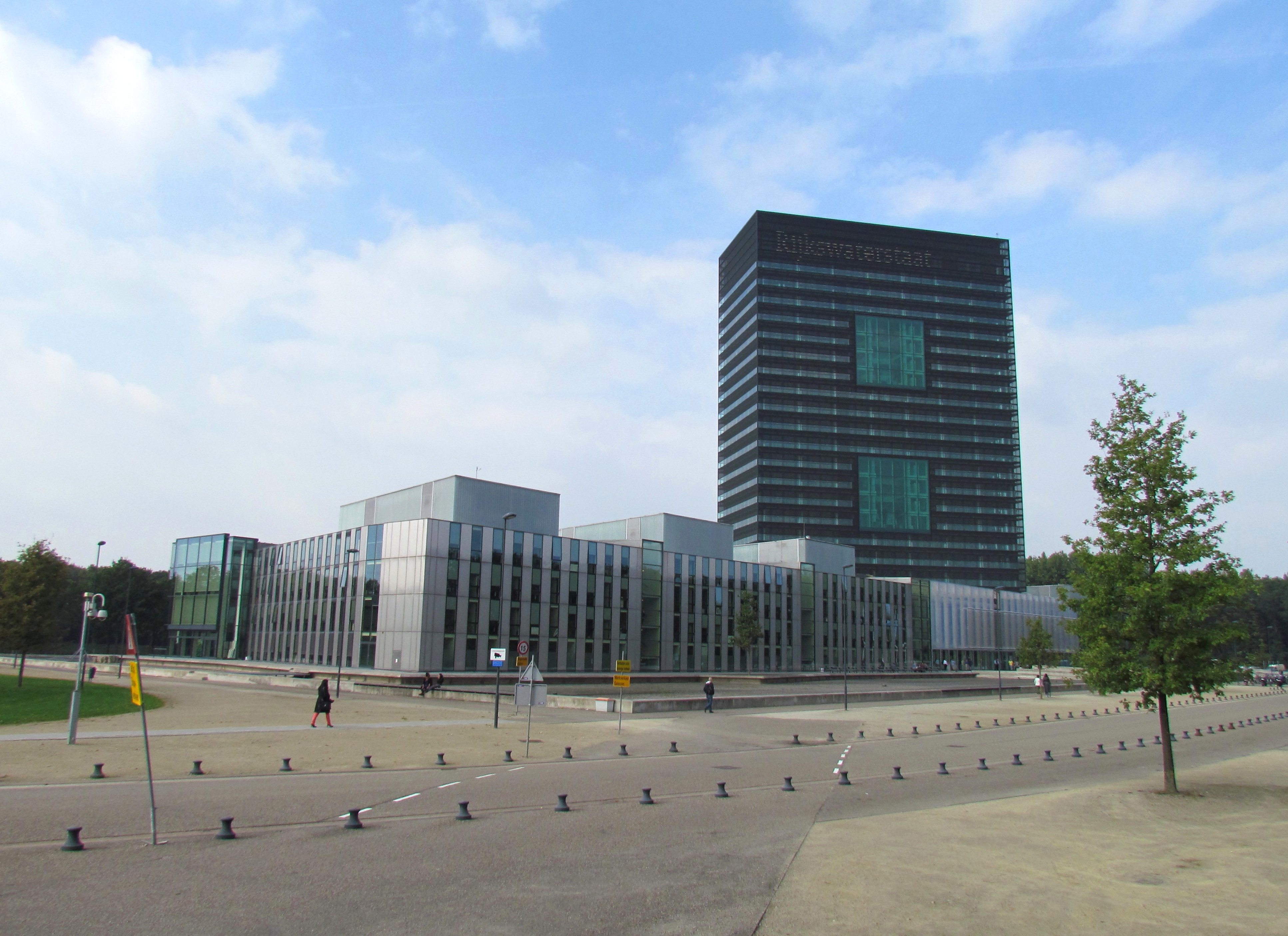
Het Rijkskantorengebouw Westraven, rond 2007 gerenoveerd door Jan Pesman.